# Aspilia goiazensis
Aspilia goiazensis là một loài thực vật có hoa trong họ Cúc. Loài này được J.U.Santos mô tả khoa học lần đầu tiên năm 1995.